# کژچونوو (استان اشوی‌داشکسیه)
کژچونوو (به لهستانی: Krzczonów) یک منطقهٔ مسکونی در لهستان است که در گمینا اوپاتوویتس واقع شده‌است.